# Marien-Wallfahrtskirche (Ziegelheim)
Die evangelische Marien-Wallfahrtskirche Ziegelheim befindet sich im Ortsteil Ziegelheim in der Gemeinde Nobitz im thüringischen Landkreis Altenburger Land. Aufgrund der historischen Vergangenheit gehört die Kirche bis heute zur Evangelisch-Lutherischen Landeskirche Sachsens. Sie ist die einzige in Thüringen liegende Kirche des sächsischen Kirchenbezirks Zwickau.

## Lage

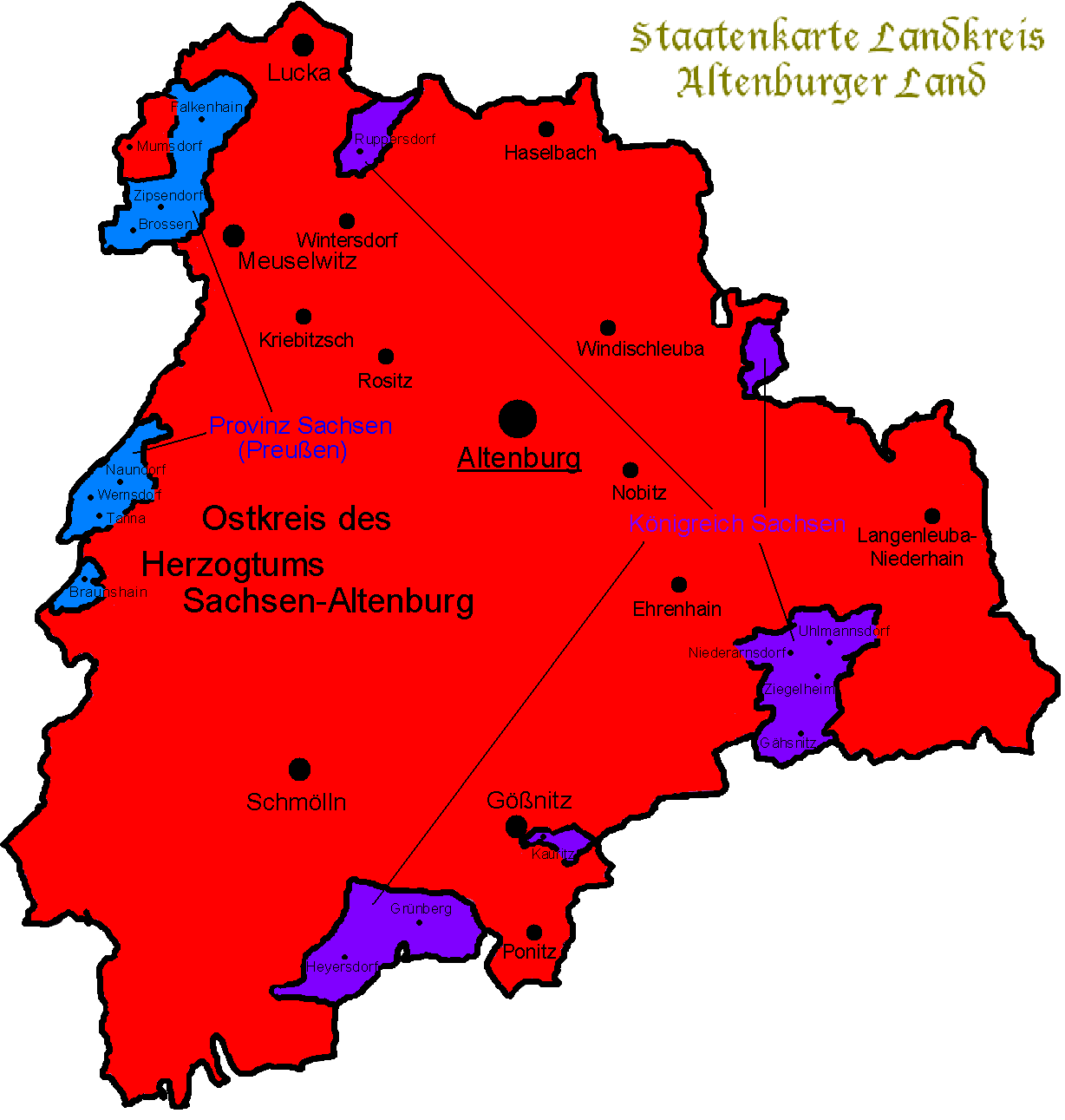
Historische Zugehörigkeit der Orte des heutigen Landkreises Altenburger Land, im Süden violett das Gebiet des sächsischen Gerichts und Kirchenbezirks Ziegelheim

Die Marienkirche wurde als Wallfahrtsstätte auf einer Anhöhe südöstlich des Orts errichtet. Das Dorf Ziegelheim befindet sich mit seiner Flur im überlössten Hügelland Altenburgs. Zur Kirchgemeinde Ziegelheim gehören neben dem Ort selbst die beiden Nachbarorte Uhlmannsdorf und Niederarnsdorf. Aufgrund der einst politischen und bis heute kirchlichen Zugehörigkeit der Kirchgemeinde zur Evangelisch-Lutherischen Landeskirche Sachsens ragt das Gebiet keilförmig in den Kirchenkreis Altenburger Land der  Evangelischen Kirche in Mitteldeutschland hinein. Das südlich von Ziegelheim gelegene Gähsnitz gehört zur ebenfalls sächsischen Kirchgemeinde Oberwiera im Kirchenbezirk Zwickau.

## Geschichte

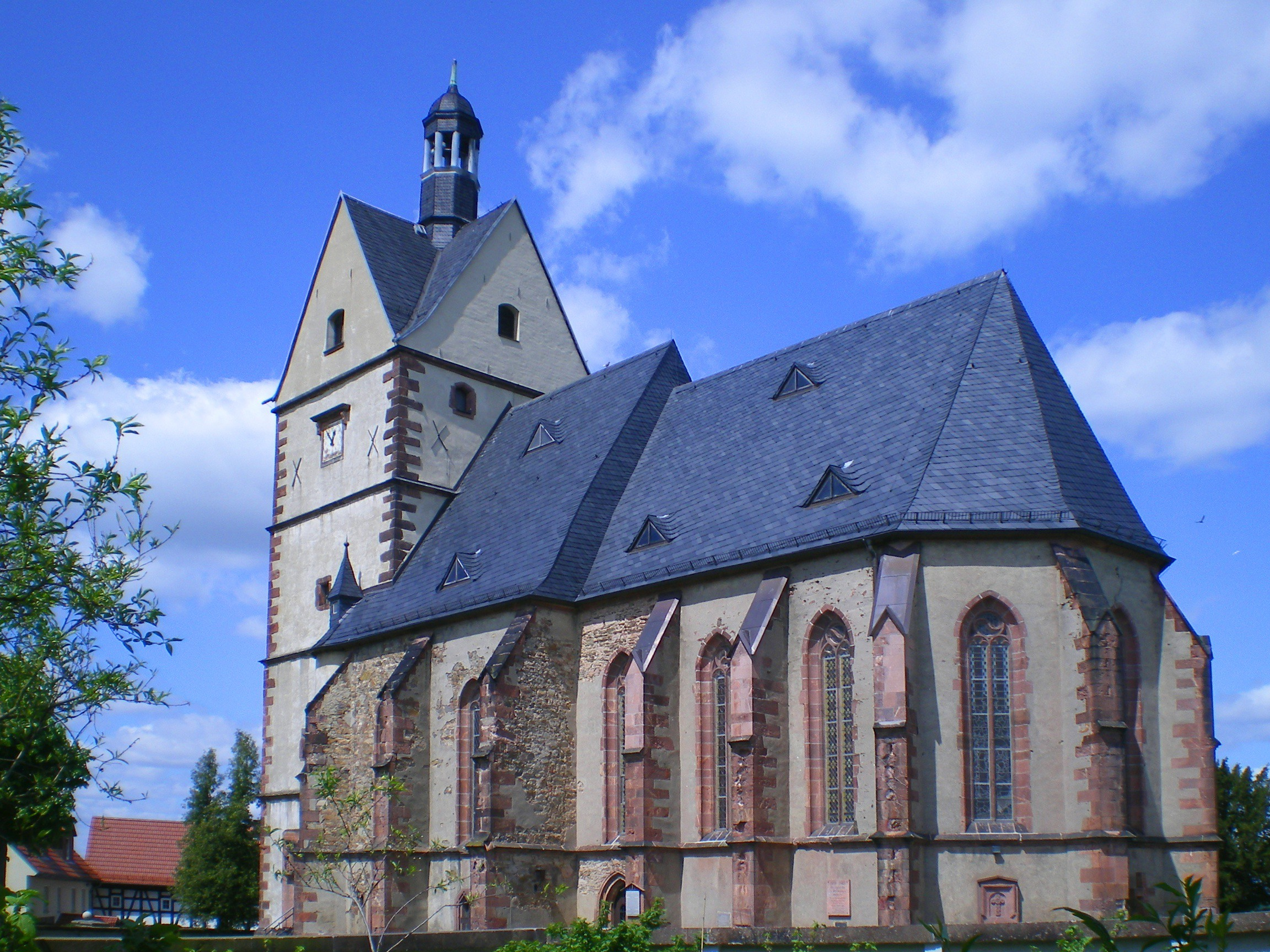

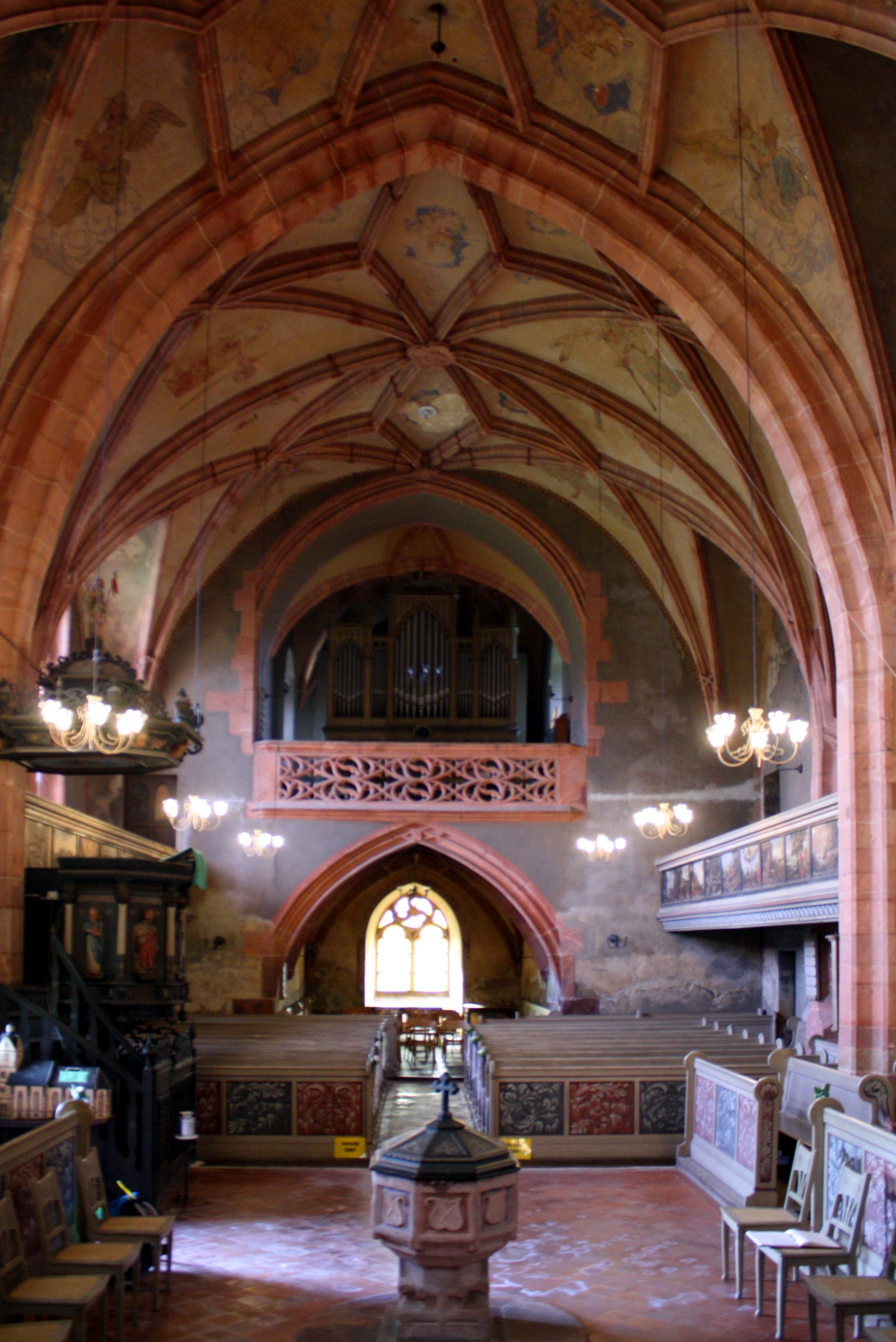
Blick in das Kirchenschiff nach Westen mit der Orgel

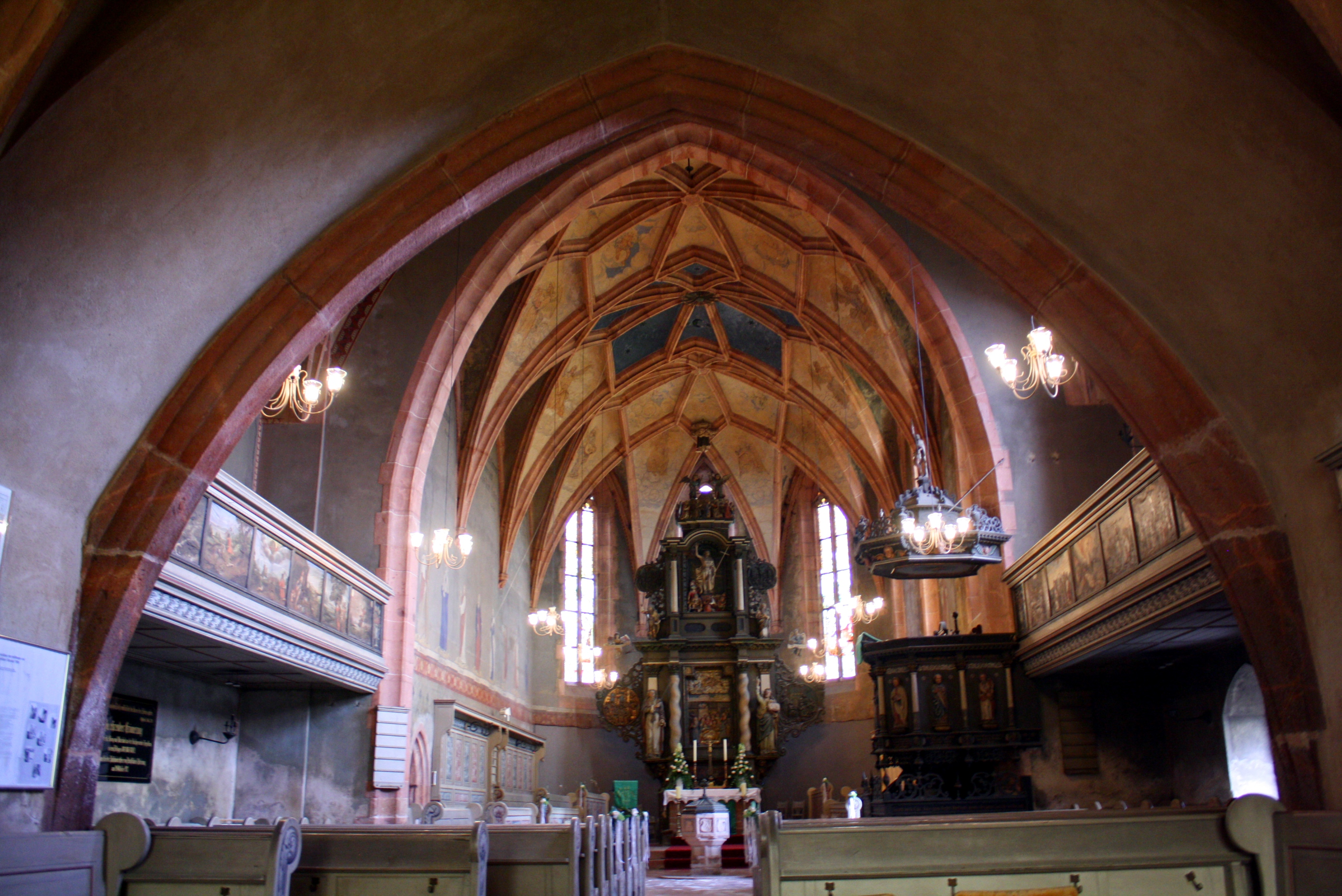
Blick in das Kirchenschiff nach Osten mit Altar und Kanzel

### Vorgeschichte
Die Gründung von Ziegelheim und seiner ersten Kirche ist für den Zeitraum zwischen 1170 und 1200 anzunehmen. Die erste urkundliche Erwähnung von Ziegelheim erfolgte in einem Dokument in Waldenburg vom 23. März 1254. Dort wurde ein Hugo, plebanus de Cygilheim (Pfarrer von Ziegelheim) als Zeuge erwähnt. Dadurch wurden bereits in dieser frühen Zeit eine Kirche und ein Pfarrer in Ziegelheim nachgewiesen. Nach dem Aussterben des 1261 erstmals erwähnten Adelsgeschlechts „de Cigilheim“ wurde der Burgturm des Rittersitzes im 15. Jahrhundert zum Kirchturm umgebaut. Ziegelheim besaß im 15. Jahrhundert eine hölzerne Wallfahrtskirche, die an einer Pilgerroute lag. Dieses Gotteshaus enthielt eine um 1450 entstandene Marienstatue.

### Entstehung der Marien-Wallfahrtskirche Ziegelheim (1507 bis 1518)
Mit der Hochzeit von Ernst I. von Schönburg (um 1458–1489) und Anna von Rieneck (1458–1525) erhielt die Braut im Jahr 1480 das Vorwerk Ziegelheim mit den zugehörigen Dörfern Ziegelheim, Thiergarten, Niederarnsdorf und Uhlmannsdorf als Leibgedinge. Nach dem Tod ihres Mannes im Jahr 1489 erhielt sie Ziegelheim als Vorwerk der Burg Waldenburg offiziell zum Witwensitz, welchen sie jedoch vermutlich nie bewohnt hat.
Anna von Schönburg wurde in ihrer Kindheit in der Grafschaft Rieneck im heutigen Unterfranken streng katholisch erzogen. In die 45-jährige Zeit des Besitzes der Grundherrschaft Ziegelheim fällt der Bau der Marien-Wallfahrtskirche auf einer Anhöhe im Südosten von Ziegelheim. Dieses zwischen 1507 und 1518 erbaute steinerne Gotteshaus im Stil der Spätgotik ersetzte die kleinere hölzerne Wallfahrtskirche im Ort. Anna von Schönburg verewigte sich in dem neuen Gebäude mit ihrem Familienwappen derer von Rieneck, den gestifteten Reliquien und der Kirchenausstattung. Zur Parochie Ziegelheim in der schönburgischen Superintendentur Waldenburg gehörten neben Ziegelheim auch die Orte Thiergarten, Niederarnsdorf, Uhlmannsdorf und ein Anteil von Heiersdorf (Hoyersdorf) sowie die Tochterkirche in Franken. Am 13. Dezember 1525 starb Anna „Gratiosa“ von Schönburg, wodurch das Leibgedinge und der Witwensitz Ziegelheim mit den dazugehörigen Dörfern als kursächsisches Lehen an das Haus Schönburg zurückfiel.

### Geschichte der Marien-Wallfahrtskirche Ziegelheim
Mitte des 16. Jahrhunderts hielt auch in Ziegelheim die Reformation Einzug. Der im Jahr 1555 nachgewiesene Pfarrer Melchior Bereuther gilt als der erste bekannte evangelische Pfarrer in Ziegelheim. Bereits 1539 wurden erstmals eine Küsterei und eine Schule in Ziegelheim nachgewiesen. Die ersten Renovierungsarbeiten fanden in der Marienkirche im Jahr 1642 statt. Eine weitere Renovierung folgte in den Jahren 1903/1904. Die Filialkirche in Franken wurde im Jahr 1871 von der Parochie Ziegelheim getrennt und als Tochterkirche an Schlagwitz gegeben. Beide Kirchen wurden jedoch im Jahr 1936 wieder Tochterkirchen von Ziegelheim. Der Einbau der Turmuhr der Kirche erfolgte im Jahr 1878. Bis 1929 hatte die Uhr nur ein Zifferblatt auf der Südseite, wodurch sie aus Richtung Uhlmannsdorf nicht zu sehen war. Erst 1929 erhielt die Turmuhr auch ein Zifferblatt auf der Nordseite. Ziegelheim erhielt im Jahr 1888/1890 eine neue Schule, wodurch Grundstücke mit der Kirche getauscht werden mussten.
Am 1. Juli 1952 erfolgte infolge der zweiten Kreisreform in der DDR die politische Umgliederung der Gemeinden Ziegelheim (mit den Ortsteilen Uhlmannsdorf und Niederarnsdorf) und Gähsnitz (kirchlich zu Oberwiera gehörig) vom (sächsischen) Landkreis Glauchau zum (thüringischen) Kreis Altenburg. Dieser wurde jedoch auch aus seinem historischen thüringischen Bezugsrahmen gerissen und mit einst sächsischen Gebieten zum Bezirk Leipzig zusammengeschlossen. Während somit die politische Zugehörigkeit von Ziegelheim zu Waldenburg und Glauchau endete, blieb sie kirchlich weiterhin bestehen. Der letzte in Ziegelheim wohnende und nur für Ziegelheim zuständige Pfarrer verließ 1985 die Kirchgemeinde. Danach wurde Ziegelheim von Oberwiera aus betreut, Franken und Schlagwitz hingegen von der St.-Bartholomäus-Kirche in Waldenburg verwaltet.
Politisch gehörte die Gemeinde Ziegelheim seit 1990 zum Landkreis Altenburg im Freistaat Thüringen, seit 1994 im Landkreis Altenburger Land. Nach einer im Jahr 1994 erfolgten Kirchenvisitation beschloss der Kirchenvorstand, dass die Kirchgemeinde Ziegelheim bei der Evangelisch-Lutherischen Landeskirche Sachsens verbleibt und nicht in die Evangelisch-Lutherische Kirche in Thüringen wechselt. Somit bleibt es bei der Besonderheit, dass die Kommune politisch zu Thüringen gehört, was zum Beispiel Feiertage und auch das Kirchengebäude als Denkmal betrifft, kirchlich aber zu Sachsen. Seit 1998 gehörte die Kirchgemeinde Ziegelheim zum Kirchspiel Waldenburg, welches die Kirchengemeinden Waldenburg St. Bartholomäus, Schwaben/Dürrenuhlsdorf, Schlagwitz/Franken und Ziegelheim umfasste. Im Jahr 2006 wurde das Kirchspiel Waldenburg zu einer Kirchgemeinde vereinigt.

## Baubeschreibung
Die zwischen 1507 und 1518 errichtete Wallfahrtskirche Ziegelheim wurde im spätgotischen Stil vom Baumeister Paul Pasche aus Rochlitz erbaut.

### Kirchenschiff und Innenausstattung
Das Kirchenschiff steht auf einem rechteckigen Grundriss und besitzt nur zwei Joche und ist breiter als lang. Der Chor ist wesentlich länger als das Langhaus. Beide sind von Netz- und Sterngewölbe überzogen. Der viergeschossige Westturm trägt über der Halle eine Empore mit steinerner Maßwerkbrüstung. Die Holzemporen mit Brüstungsgemälden im Schiff wurden 1642 eingebaut. Der zweigeschossige Altaraufsatz wurde 1670 mit reichen Schnitzereien eingebaut. Er stammt von einem Herrn Günther aus Ehrenhain. Der aus Rochlitzer Porphyr gefertigte Taufstein stammt aus dem 16. Jahrhundert. Eine Marienfigur besitzt die Kirche aus dem 15. Jahrhundert. Während die Ausstattung der Kirche im Stil des Barock ausgefertigt sind, stammt die Kanzel aus der Zeit der Renaissance. In der Kirche befinden sich 45 großformatige Gemälde aus dem Jahre 1708.

### Kirchenglocken
Die aus dem Jahr 1501 stammende große Kirchenglocke wurde 1542 umgegossen und nach einem Sprung im Jahr 1960 durch eine Glocke in gleicher Ausführung ersetzt. Da die mittlere Glocke von 1642 ebenfalls umgegossen werden musste, ist die kleine Glocke aus dem 13. Jahrhundert die älteste des Geläuts. Das Geläut besteht aus drei Bronzeglocken, der Glockenstuhl ist aus Eichenholz und die Jocheaus Gusseisen, gekröpft gefertigt.
Im Folgenden eine Datenübersicht des Geläutes:
| Nr. | Gussdatum | Gießer                       | Durchmesser | Masse   | Schlagton |
| --- | --------- | ---------------------------- | ----------- | ------- | --------- |
| 1   | 1960      | Glockengießerei S. Schilling | 1215 mm     | 1278 kg | e′        |
| 2   | 1959      | Glockengießerei S. Schilling | 1005 mm     | 707 kg  | g′        |
| 3   | um 1350   | Glockengießerei unbekannt    | 0810 mm     | 350 kg  | cis″      |